# اصرار (فیلم ۲۰۱۶)
اصرار (به انگلیسی: Urge) یا اشتیاق فیلمی محصول سال ۲۰۱۶ و به کارگردانی آرون کافمن است. در این فیلم بازیگرانی همچون جاستین چتوین، اشلی گرین، الکسیس نپ، بار پالی، کریس گیر، نیک تونه، دن هو، دنی مسترسون، پیرس برازنان، جفری‌دیوید فاهی و الیسون لومن ایفای نقش کرده‌اند.